# Елбі
Е́лбі (ест. Elbi küla) — село в Естонії, у волості Торі повіту Пярнумаа.

## Населення
Чисельність населення на 31 грудня 2011 року становила 2 особи.

## Географія
Через село тече річка Сауґа (Sauga jõgi).
Край села проходить дорога Суйґу — Тоотсі.
На схід від села прокладена залізниця. Найближча до села станція — Тоотсі.